# Kastel

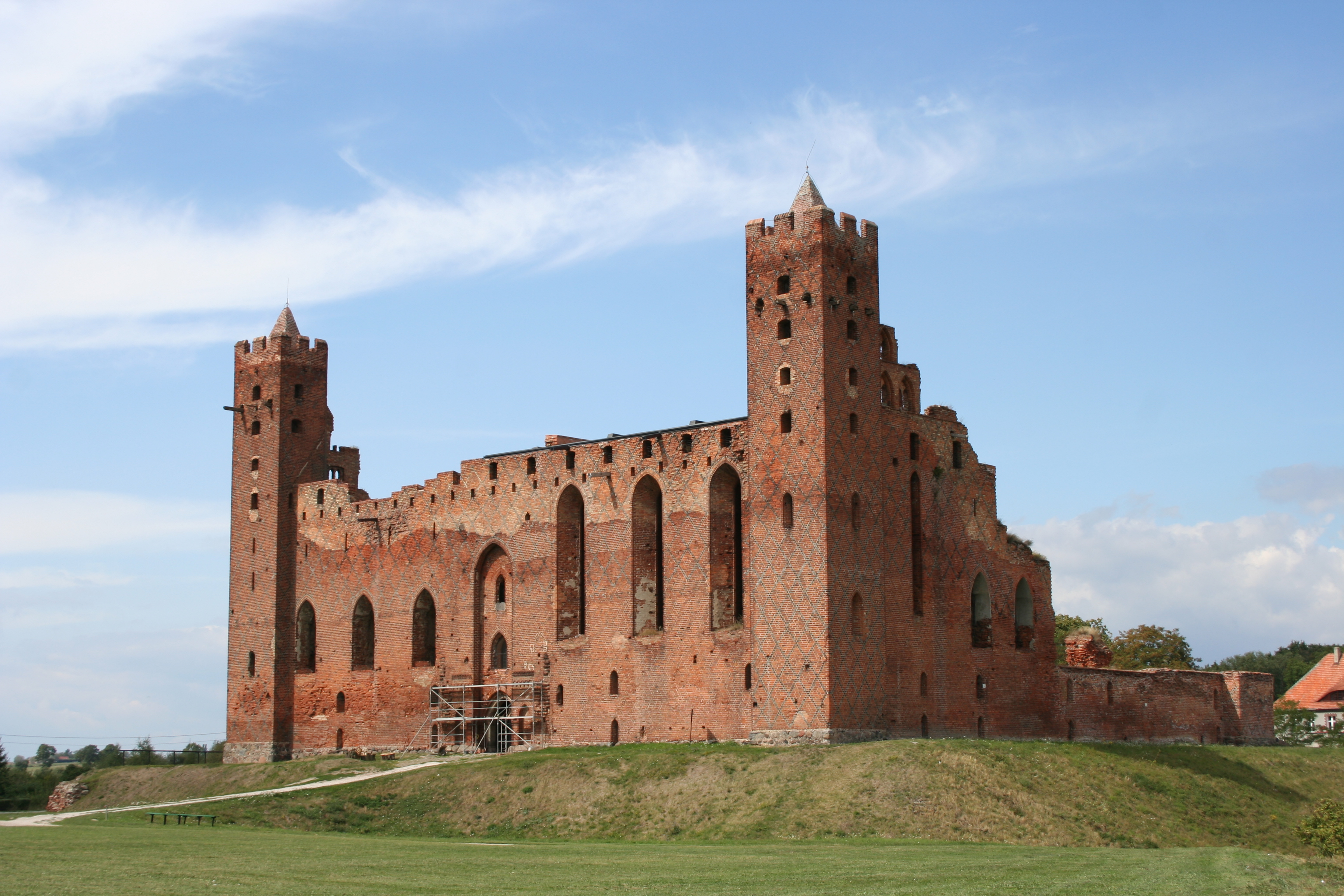
Gotický kastel Řádu německých rytířů (německy Burg Rehden) ze 13. století v polském městě Radzyń Chełmiński

Kastel nebo také castel (z latinského slova castellum – opevnění) je cizojazyčné označení pro hrad resp. hradní stavbu. Pomocná stavební a historická věda, která se zabývá výzkumem historie stavby a funkce hradů, se nazývá kasteologie nebo kastelologie, odborník na kasteologii kasteolog nebo kastelolog. Správce hradu se nazývá kastelán.
V české terminologii se slovem kastel označují některé typy opevnění nebo hradů: buď malé starořímské opevnění s pravidelným půdorysem a pravoúhlými uličkami, nebo středověký vícevěžový hrad s věžemi rozmístěnými zejména v nárožích paláců či hradeb, dle možností staveniště pokud možno pravoúhlých. Typickým příkladem v českých podmínkách je zámek Konopiště. V přeneseném smyslu se takto označují i některé palubové nástavby lodí.[zdroj?]